# Pachylia
Pachylia ist eine Gattung der Schmetterlinge aus der Familie der Schwärmer (Sphingidae).

## Merkmale
Die Gattung umfasst große, braun gefärbte Falter. Ihre Vorderflügel haben einen auffälligen Diskalfleck, der Flügelaußenrand ist deutlich konvex und der Analwinkel ist relativ spitz.
Die Eier sind hellgrün und haben die für die Familie typische Form. Die Raupen sind kräftig gebaut, das Analhorn ist stark reduziert. Die Puppen haben eine glatte, glänzende, walnussbraune Hülle mit einer verwachsenen Rüsselscheide.

## Vorkommen und Lebensweise
Das Areal der Gattung ist neotropisch, sie ist in Süd- und Mittelamerika, Mexiko und der Karibik weit verbreitet. Nur Pachylia ficus tritt auch in Nordamerika auf. Die Raupen aller Arten ernähren sich von Maulbeergewächsen (Moraceae). Die Verpuppung erfolgt in einer Kammer im Erdboden.

## Systematik
Weltweit sind drei Arten der Gattung bekannt:
- Pachylia darceta Druce, 1881
- Pachylia ficus (Linnaeus, 1758)
- Pachylia syces (Hübner, [1819])

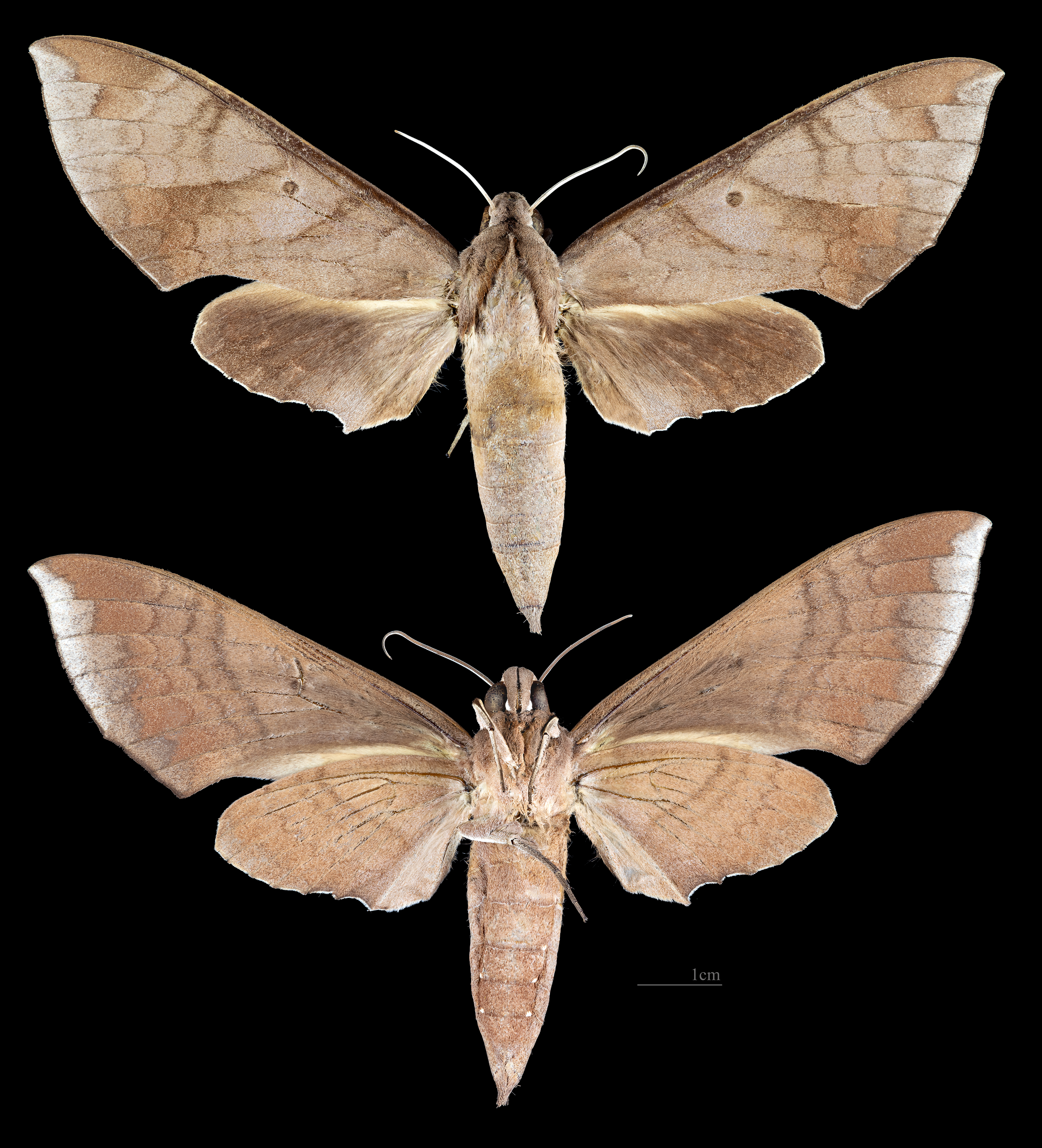
Pachylia darceta
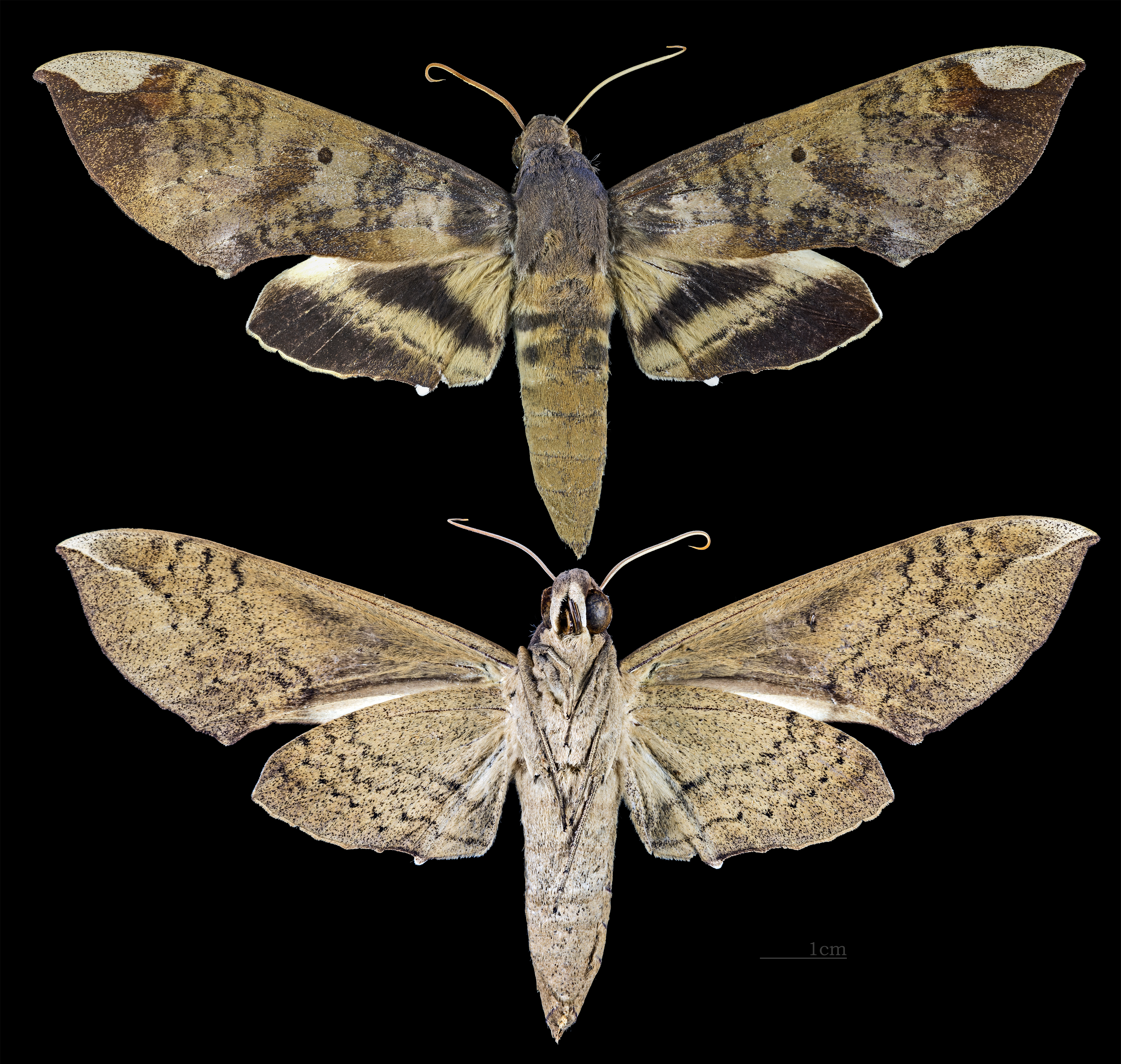
Pachylia ficus
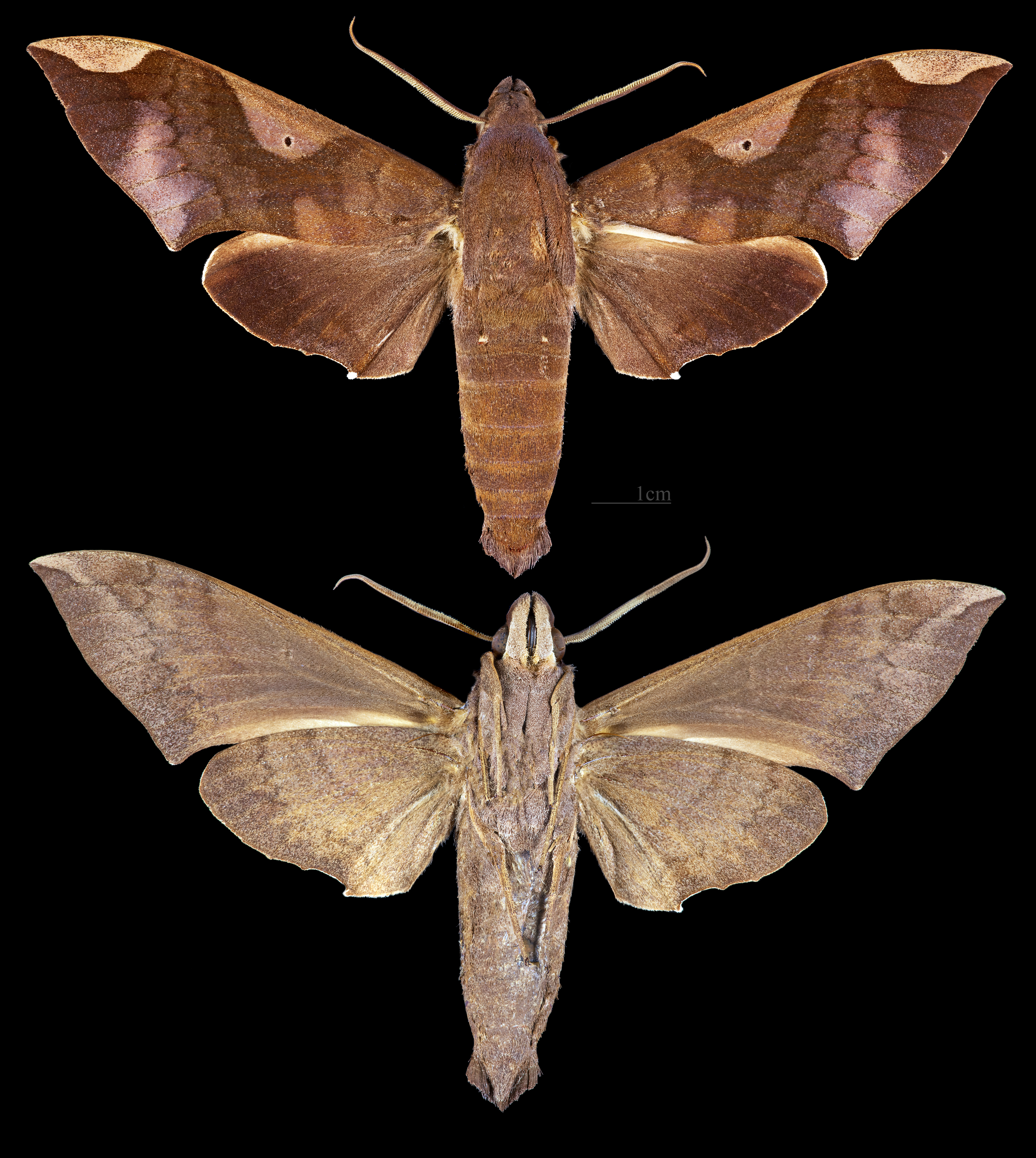
Pachylia syces

## Belege